# Епархия Ндолы

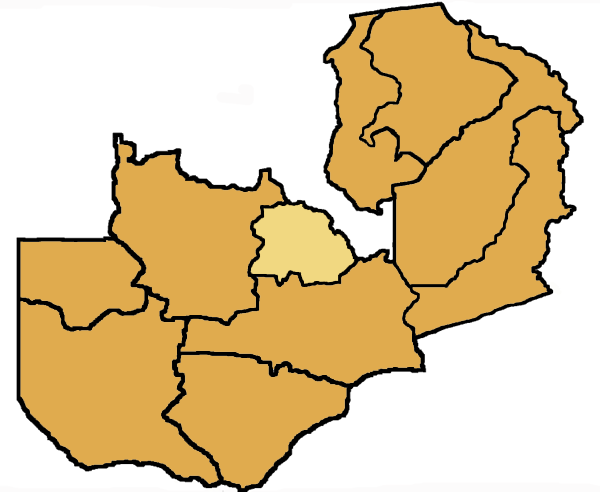
Карта епархии Ндолы

Епархия Ндолы (лат. Dioecesis Ndolaënsis) — епархия Римско-католической церкви с центром в городе Ндола, Замбия. Епархия Ндолы входит в митрополию Лусаки. Кафедральным собором епархии Ндолы является церковь Христа Царя.

## История
1 июля 1937 года Римский папа Пий XI издал буллу «Quo evangelica», которой учредил апостольскую префектуру Ндолы, выделив её из апостольской префектуры Брокен-Хилла (сегодня — архиепархия Лусаки).
13 января 1949 года Римский папа Пий XII издал буллу «Si in aliqua», которой преобразовал апостольскую префектуру Ндолы в апостольский викариат.
9 апреля 1959 года апостольский викариат Ндолы передал часть своей территории для создания апостольской префектуры Солвези (сегодня — епархия Солвези).
25 апреля 1959 года Римский папа Иоанн XXIII издал буллу «Cum christiana fides», которой преобразовал апостольский викариат Ндолы в епархию.

## Ординарии епархии
- епископ Francis Costantin Mazzieri, O.F.M.Conv.[1] (4.02.1938 — 26.11.1965);
- епископ Nicola Agnozzi, O.F.M.Conv. (1.02.1966 — 10.07.1975);
- епископ Dennis Harold De Jong (10.07.1975 — 17.09.2003);
- епископ Noel Charles O'Regan, S.M.A. (1.10.2004 — 16.01.2010);
- епископ Alick Banda (16.01.2010 — по настоящее время).

## Источник
- Annuario Pontificio, Libreria Editrice Vaticana, Città del Vaticano, 2003, ISBN 88-209-7422-3
- Булла Quo evangelica, AAS 30 (1938), стр. 277  (лат.)
- Булла Si in aliqua, AAS 41 (1949), стр. 170  (лат.)
- Булла Cum christiana fides  (лат.)